# (6765) Fibonacci
Pour les articles homonymes, voir Fibonacci.
(6765) Fibonacci est un astéroïde de la ceinture principale.

## Description
(6765) Fibonacci est un astéroïde de la ceinture principale. Il fut découvert par Ladislav Brožek le 20 janvier 1982 à l'observatoire Klet'. Il présente une orbite caractérisée par un demi-grand axe de 2,2983 UA, une excentricité de 0,1529 et une inclinaison de 4,0857° par rapport à l'écliptique.
Il fut nommé en hommage au mathématicien italien Leonardo Fibonacci.

## Compléments